# Sergei Wladimirowitsch Stupin
Sergei Wladimirowitsch Stupin (kyrillisch-russisch Сергей Владимирович Ступин; * 14. September 1979 in Swerdlowsk, Russische SFSR) ist ein russischer Eishockeyspieler, der seit Juli 2013 beim HK Saryarka Karaganda in der Wysschaja Hockey-Liga unter Vertrag steht.   

## Karriere
Sergei Stupin begann seine Karriere als Eishockeyspieler bei Kedr Nowouralsk, für dessen Profimannschaft er von 1999 bis 2004 in der Wysschaja Liga, der zweiten russischen Spielklasse, aktiv war. Anschließend spielte der Verteidiger zwei Jahre lang für den HK Keramin Minsk in der belarussischen Extraliga. In den folgenden drei Jahren lief er erneut in der Wysschaja Liga auf, diesmal jedoch für Sputnik Nischni Tagil. 
Ab der Saison 2009/10 stand Stupin in seiner Heimatstadt für Awtomobilist Jekaterinburg in der Kontinentalen Hockey-Liga auf dem Eis. 

## KHL-Statistik
(Stand: Ende der Saison 2010/11)